# Coração de Cavaleiro
A Knight's Tale (Coração de Cavaleiro no Brasil e em Portugal) é um filme estadunidense lançado em 2001, dirigido e roteirizado por Brian Helgeland e estrelado por Heath Ledger, como o jovem William.
Trata-se de adaptação de um conto da obra "Os Contos da Cantuária" ("The Canterbury Tales" em inglês), que é uma das mais importantes da literatura inglesa medieval, da autoria de Geoffrey Chaucer.

## Sinopse
Nascido camponês, William Thatcher começa uma busca para mudar sua estrela, conquistar o coração de uma donzela extremamente justa e balançar o seu mundo medieval. Com a ajuda de amigos, ele enfrenta o teste final de bravura medieval, o torneio de lanças, e tenta descobrir se ele tem a coragem para se tornar uma lenda.

## Elenco
- Heath Ledger como Willian
- Rufus Sewell como Conde Adhemar
- Mark Addy como Roland
- Shannyn Sossamon como Jocelyn
- Paul Bettany como Chaucer
- Laura Fraser como Kate
- Alan Tudyk como Wat
- Bérénice Bejo como Christiana
- Scott Handy como Germaine
- James Purefoy como Colville
- Christopher Cazenove como John Thatcher
- Steve O'Donnell como Simon
- Stell Dudik como Weitz
- Sr Hector como Sr Hector